# Hoffmanns Erzählungen (1970)
Hoffmanns Erzählungen ist eine Studioaufzeichnung der DEFA, im Auftrag des Deutschen Fernsehfunks, von Walter Felsensteins Inszenierung der gleichnamigen Oper in fünf Akten von Jacques Offenbach an der Komischen Oper Berlin.

## Handlung
Da es sich hierbei um die Bühneninszenierung handelt, siehe: Hoffmanns Erzählungen

## Produktion
Die Bearbeitung von Walter Felsenstein basiert auf dem von Jules Barbier und Michel Carré geschaffenen Libretto. Die Inszenierung hatte ihre Premiere am 25. Januar 1958 an der Komischen Oper Berlin und wurde dort bis zur Beendigung der Dreharbeiten bereits in 175 Aufführungen gezeigt. Das Orchester der Komischen Oper Berlins stand unter der Leitung von Karl-Fritz Voigtmann, und Dieter Hänsel leitete die Chorsolisten der Komischen Oper. Die Kostüme entwarf Helga Scherff, und das Bühnenbild schuf Reinhart Zimmermann, in Anlehnung an die Bühnenausstattung von Rudolf Heinrich.
Die Aufzeichnung der Oper erfolgte als Farbfilm in den DEFA-Studios für Spielfilme in Potsdam-Babelsberg. Im Kino wurde der Film das erste Mal am 11. Dezember 1970 in einer festlichen Voraufführung im Berliner Kino International gezeigt. Die Erstsendung im Fernsehen erfolgte am 26. Dezember 1970 im 2. Programm des Deutschen Fernsehfunks.
Eine restaurierte Fassung aus dem Jahr 2009 ist als DVD erhältlich.

## Kritik
P. B. stellt im Neuen Deutschland fest: 

„Er (Felsenstein) nutzte vielmehr die besonderen Mittel und Möglichkeiten von Kamera, Mikrophon und Farbe, um den humanistischen Gedankengehalt des Werkes noch tiefer ausschöpfen zu können und dem Geist der Offenbachschen Konzeption näherzukommen als ihm dies auf der Bühne möglich war.“

Manfred Meier schreibt in der Neuen Zeit:

„Der Film bestätigt den musikalischen und inszenatorischen Wert dieser schon international berühmten Aufführung und ist über seinen künstlerischen Eigenwert hinaus ein einzigartiges Dokument dieser Regietat von Walter Felsenstein.“

Das Lexikon des internationalen Films schreibt, dass es sich hier um einen sicher weniger reizvollen Film handelt als vielmehr um ein Dokument, durch das das Werk Felsensteins sichtbar fortlebt. Einfallsreichtum, reiche Ausstattung, gute Schauspielerführung, eindrucksvolle Massenszenen und vor allem die hervorragenden Leistungen der Sänger werden deutlich durch seinen Einfluss geprägt.